# Johann Gebhard Lutz

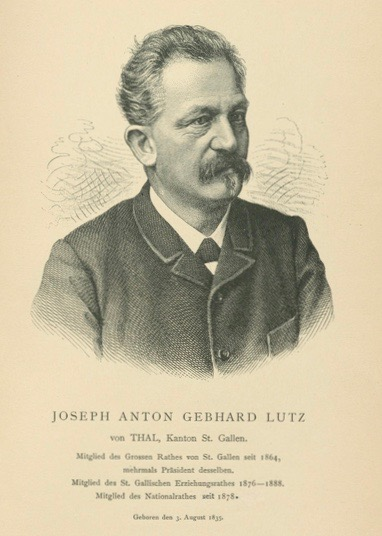
Porträt von Johann Gebhard Lutz, 1891

Johann Gebhard Lutz, auch Gebhard Lutz-Müller (* 3. August 1835 in Thal; † 12. Mai 1910 ebenda), war ein Schweizer Jurist und Politiker.

## Leben

### Familie
Johann Gebhard Lutz wurde auf dem Trüeterhof geboren und war der Sohn des Großbauern und Wirts Johann Anton Lutz. 
Er war mit Theresia Müller verheiratet, der Tochter von Johann Joseph Müller. Ihre gemeinsame Tochter Theres Lutz war mit dem Kaufmann und Politiker Anton Messmer verheiratet.
Seine Schwiegermutter Theresia Müller war eine Nichte des Philosophen Ignaz Paul Vitalis Troxler, der als Begründer des Zweikammernsystems in der Schweizer Bundesverfassung galt.
Die Onkel seiner Ehefrau waren der Architekt Johann Georg Müller, der Textilindustrielle und Politiker Johann Baptist Müller (1818–1862) und der Politiker Johann Fridolin Müller (1830–1888).
Er pflegte eine Freundschaft mit dem späteren Kaiser Wilhelm II., den er während seines Studiums in Berlin mehrmals traf und der ihn auch in Thal besuchte, wenn sich dieser auf seiner Weinburg (siehe Gymnasium Marienburg#Weinburg unter den Hohenzollern) in Thal aufhielt.
Durch seine Erben wurde 1911 ein Armenfond gestiftet, in dem 10.000 Schweizer Franken bereitgestellt wurden.

### Werdegang
Johann Gebhard Lutz besuchte von 1850 bis 1855 die katholische Kantonsschule (iehe Flade (Schule)) in St. Gallen. Ursprünglich begann er an der Universität München ein Philosophiestudium und an der Universität Tübingen ein Theologiestudium, das er jedoch abbrach, um stattdessen Rechtswissenschaften zu studieren. Er immatrikulierte sich an den Universitäten Berlin und Heidelberg, wo er im Jahr 1861 den Doktor der Rechte (Dr. iur. utr.) erwarb. Seine Ausbildung und Erfahrung erweiterte er durch Aufenthalte in Paris und London.
Im Jahr 1861 trat Johann Gebhard Lutz als Rechtspraktikant in das Anwaltsbüro seines späteren Schwiegervaters Johann Joseph Müller in St. Gallen ein. Noch im selben Jahr wurde er Anwalt in Thal. 
Einer seiner Praktikanten war Thomas Holenstein senior, der Vater des gleichnamigen Bundespräsidenten Thomas Holenstein junior. 
Seine politische Karriere begann 1864, als er in den St. Galler Grossrat gewählt wurde, den er in der Folge achtmal präsidierte. In den folgenden Jahren übernahm er verschiedene Ämter: unter anderem war er im Verfassungsrat vertreten, von 1867 bis 1870 war er Mitglied des katholischen Verwaltungsrats von Thal, den er auch präsidierte, von 1879 bis 1887 gehörte er dem Erziehungsrat an und vom 2. Dezember 1878 bis zu seinem gesundheitsbedingten Rücktritt am 1. Oktober 1909 war er als katholisch-konservativer Nationalrat tätig; ihm folgte Johann Baptist Eisenring in den Nationalrat.
Eine Wahl in den Regierungsrat lehnte er 1873 und eine Wahl in den Ständerat lehnte er 1878 ab.
Darüber hinaus war Johann Gebhard Lutz von 1858 bis 1860 Zentralpräsident des Schweizerischen Studentenvereins. Er engagierte sich aktiv in politischen und gesellschaftlichen Fragen und gehörte zu den Befürwortern der kantonalen Kompromissverfassung von 1861. Er setzte sich für einen Dialog zwischen den Konfessionen ein und kämpfte gegen die Intransigenz sowohl auf liberaler als auch auf konservativer Seite.
Eine Wahl in das Bundesgericht musste er aus beruflichen Gründen ausschlagen, war dann aber dort Ersatzrichter.

## Mitgliedschaften
Johann Gebhard Lutz war Mitglied im Verein für Geschichte des Bodensees und seiner Umgebung.